# Lithoclaste
Un lithoclaste, du grec ancien λίθος / líthos, « pierre » et ος / klastos, « brisé », est un fragment d'une roche précédemment consolidée, issu de la désagrégation de cette masse rocheuse, notamment par les processus de météorisation et remanié au sein d'une roche sédimentaire.
Les roches d'origine peuvent être volcanique, plutonique, sédimentaire ou métamorphique.
Les lithoclastes peuvent ainsi être de toute nature, siliceuse, calcaire ou carbonatée, et de composition monocristalline ou polycristalline, bien que le terme s'utilise essentiellement pour des fragments de roche sédimentaire carbonatée remaniés dans un sédiment lui-même carbonaté.
Les lithoclastes se distinguent entre intraclastes et extraclastes, les intraclastes étant des fragments issus d'une roche contemporaine du sédiment qui le contient et d'un même milieu de dépôt alors que les extraclastes sont issus d’une roche plus ancienne, et/ou située à grande distance, et donc de nature nettement différente
.